# Eosentomon enigmaticum
Eosentomon enigmaticum är en urinsektsart som beskrevs av Andrzej Szeptycki 1986. Eosentomon enigmaticum ingår i släktet Eosentomon och familjen trakétrevfotingar. Inga underarter finns listade i Catalogue of Life.